# Казарін Владислав Вадимович
Владисла́в Вади́мович Каза́рін (нар. 28 вересня 1994 — 10 серпня 2016) — солдат Збройних сил України, учасник російсько-української війни.

## Життєпис
Народився 1994 року в місті Артемове (Дзержинська міська рада, Донецька область). Мешкав у місті Красноармійськ, де закінчив ЗОШ № 3.
З початком проросійських виступів навесні 2014 року у місті Красноармійськ вів активну патріотичну діяльність та не ховаючись виступав проти поширення сепаратизму; один з організаторів руху «Громадський актив Красноармійська».
Коли почалися бойові дії, квітнем 2014 року пішов добровольцем на фронт — до «Дніпра-1», вступивши до його лав одним із перших; з літа 2014 року — у складі 5-ї роти. Переходив у різні підрозділи — щоб залишатися на передовій; служив у батальйоні «ОУН», 8-му батальйоні «Аратта» (Українська добровольча армія).
Останнім часом служив стрільцем-санітаром 1-ї штурмової роти «Вовки» Добровольчого українського корпусу «Вовки», 1-й батальйон 54-ї окремої механізованої бригади. У серпні 2016 року зарахований на юридичний факультет Дніпровського національного університету імені Олеся Гончара — у майбутньому хотів поєднати юридичний фах із військовою кар'єрою.
Учасник звільнення Карлівки у липні 2014 року. Воював у Пісках та Донецькому аеропорту (осінь 2014 року), під Широкиним, на шахті «Бутівка» та «Світлодарській дузі».
Активно вів свої сторінки у Facebook та Twitter, оприлюднив багато світлин з фронту.
10 серпня 2016 року увечері група, в складі якої був Владислав, у промзоні поблизу Дебальцевого потрапила під мінометний обстріл терористів — під Луганським. Внаслідок розриву 120-мм міни Владислав зазнав поранення, несумісні з життям; помер дорогою до лікарні.
13 серпня 2016 року похований на Алеї Героїв Покровського кладовища. Владислава провели в останню путь, стоячи на колінах.

## Нагороди та вшанування
- указом Президента України № 522/2016 від 25 листопада 2016 року «за особисту мужність і високий професіоналізм, виявлені у захисті державного суверенітету та територіальної цілісності України, вірність військовій присязі» — нагороджений орденом «За мужність» III ступеня (посмертно)[1].
- 10 травня 2017 року в Покровську на будівлі ЗОШ № 3 відкрито меморіальну дошку Владиславу Казаріну.